# Phylica diosmoides
Phylica diosmoides är en brakvedsväxtart som först beskrevs av Presl, och fick sitt nu gällande namn av Otto Wilhelm Sonder. Phylica diosmoides ingår i släktet Phylica och familjen brakvedsväxter. Inga underarter finns listade i Catalogue of Life.